# Зоряний шлях 4: Подорож додому
«Зоряний шлях IV. Подорож додому» (англ. Star Trek IV: The Voyage Home) — четвертий повнометражний науково-фантастичний фільм, дія якого відбувається у всесвіті Зоряного шляху.
Після подій фільму «Зоряний шлях: У пошуках Спока» адмірал Джеймс Кірк мусить бути відданий під суд. І цей час до Землі наближається іншопланетний зонд, сигнали якого спричиняють аварії та природні лиха по всій планеті. Як з'ясовує команда Кірка, зонду потрібна відповідь мовою китів, які до того часу вимерли. Єдиним способом порятунку є здійснити подорож у минуле. В пошуках китів герої опиняються в незвичайному та часом небезпечному для них XX столітті.
Прем'єра фільму відбулася: 26 листопада 1986 р.
Бюджет фільму: 21 мільйон доларів.
Спільні касові збори в світі:133 мільйони доларів.

## Сюжет
Після подій минулого фільму «Зоряний шлях: У пошуках Спока» клінгони вимагають від Об'єднаної Федерації Планет віддати їм адмірала Джеймса Кірка для покарання. Вулканський посол Сарек заступається за нього і відмовляє у видачі адмірала . Кірк і його команда в той час перебувають на планеті Вулкан. Вони вирішують повернутися на Землю на захопленому клінгонському кораблі, названому «Баунті», готові понести покарання. Тоді ж поблизу Землі з'являється космічний зонд невідомого походження. Він володіє властивістю дезактивувати всі прилади поблизу і створює в атмосфері планети бурі. Зафіксувавши наближення «Баунті», президент Федерації забороняє наближатися до Землі.
Команді Кірка вдається відфільтрувати сигнал зонда і з'ясувати, що він надсилається мовою горбатих китів. Щоб припинити руйнівний сигнал, потрібно послати відповідь , проте мови китів ніхто не знає, а до XXIII століття вони повністю вимерли. Спок пропонує здійснити стрибок у минуле аби знайти китів там. Пролетівши на максимальній швидкості навколо Сонця, «Баунті» переноситься у 80-і роки XX століття. Джерело енергії корабля при цьому виснажується, але Спок припускає, що для зарядки можна використати ядерні реактори того часу.
Приземлившись в парку Сан-Франциско, команда вирушає на пошуки китів. Кірк продає годинник XVIII століття, проте не обізнаний з цінами. Ухура й Чехов, дізнавшись про базу військово-морських сил США, запитують про її місцерозташування у перших зустрічних. Кірк зі Споком, їдучи в автобусі, втихомирюють панка, після чого знаходять музей китів. Там виявляються двоє китів, у акваріум до яких Спок застрибує на очах у туристів.
Чехов врешті з'ясовує координати атомного авіаносця «Ентерпрайз». Екскурсовод Джиліан підвозить Кірка та Спока. Вона зауважує незвичайну мову пасажирів, а ті пропонують врятувати китів. Скотті ж видає себе за інспектора на фабриці, а МакКоя — за асистента, шукаючи де виготовити контейнер для китів. Він пропонує директору фабрики формулу прозорого алюмінію, знаючи, що той все одно стане його винахідником. Кірк зізнається Джиліан, що він прибулець з майбутнього, впевнений, що та не повірить.
Чехов заряджає елемент живлення, та витік енергії помічають військові. Скотті телепортує Ухуру на корабель, а Чехова схоплює охорона, вважаючи російським шпигуном. Скориставшись нагодою, Чехов тікає, але зазнає поранення і потрапляє в лікарню. Джиліан виявляє, що її бойфренд забрав китів на Аляску, не сказавши їй. Вона приїжджає до парку в пошуках Кірка та виявляє замаскований корабель. Кірк, МакКой і Джиліан, видавши себе за лікарів, знаходять Чехова й забирають його.
За сигналом маячків команда вислідковує китів, але на тварин вже полюють китобої. Поява «Баунті» відлякує їх і кити опиняються на борту. Джиліан вирішує залишитися з командою прибульців, аби в майбутньому наглядати за китами. Корабель переноситься зворотним шляхом у XXIII століття та випускає китів у море, при цьому тонучи. Почувши мову китів, зонд відлітає з Сонячної системи.
Зважаючи на заслуги, з Кірка знімають звинувачення і знижують у званні до капітана. Джиліан обіцяє Кірку ще побачитись. Команда отримує новий зореліт «Ентерпрайз NCC-1701-A» та вирушає на нове завдання.

## Фільмування
Основні зйомки почалася в лютому 1986 року. «Зоряний шлях 4: Подорож» додому був першим фільмом «Зоряний шлях» що в основному був знятий на місцевості, а не в студії. Більша частина зйомок була зроблена в Сан-Франциско і в його околицях протягом десяти днів зйомок. Велика частина музею китоподібних, була створена з використанням реального Акваріума Монтерей-Бей (Monterey Bay Aquarium). Контейнер для китів був доданий за допомогою спеціальних ефектів. У фільмі Ухура та Чехов відвідають авіаносець USS «Ентерпрайз». Реальний USS «Ентерпрайз», що знаходився в морі в той час, був недоступний для зйомок, таким чином був використаний USS «Рейндж», що не володіє ядерною зброєю. Сцена, в якій Ухура і Чехов питали про місце розташування ядерних кораблів, були зняті прихованою камерою.

## Відгуки
«Зоряний шлях 4: Подорож додому» отримав в основному позитивні відгуки, Леонард Нимой назвав його найкращим фільмом у франшизі «Зоряний шлях», знятим на той час.

## Нагороди та номінації
Премія «Сатурн» за найкращі костюми (Роберт Флетчер).
4 номінації на премію «Оскар»: найкраща операторська робота (Дональд Пітерман), найкращий звук, найкращий монтаж звукових ефектів (Марк Манджіні), найкращий оригінальний саундтрек (Леонард Розенман), 10 номінацій на премію «Сатурн»: найкращий науково-фантастичний фільм, найкращий режисер (Леонард Німой), найкращий актор (Вільям Шатнер і Леонард Німой), найкращий актор другого плану (Джеймс Дуган та Волтер Кеніг), найкраща актриса другого плану (Кетрін Гікс), найкращий сценарій (Гарві Беннетт, Стів Мірсон, Пітер Крайкс, Ніколас Мейер), найкращий грим, найкращі спецефекти.
Номінація на премію «Ґ'юґо» за найкращу постановку.
Номінація на премію «Молодий актор» за найкращий сімейний фільм — драма.

## У ролях
- Вільям Шатнер — контр-адмірал Джеймс Тиберій Кірк
- Леонард Німой — командер Спок
- Дефорест Келлі — командер, доктор Леонард «Боунз» Маккой
- Джеймс Дуган[en] — командер, головний інженер Монтгомері «Скотті» Скотт
- Нішель Ніколс — лейтенант-командер Ухура
- Джордж Такеі — лейтенант-командер Хікару Сулу
- Волтер Кеніґ[en] — лейтенант Павел Чехов
- Кетрін Гікс — доктор Джиліан Тейлор
- Роберт Елленстейн — президент Федерації
- Джейн Ваєтт — Аманда Грейсон
- Марк Ленард — посол Сарек
- Брок Пітерс — адмірал Картрайт